# Angela Kennedy
Angela Kennedy, nach Heirat Angela Woodward (* 28. Februar 1976 in Nambour), ist eine ehemalige australische Schwimmerin. Sie gewann bei Olympischen Spielen eine Silbermedaille und bei Weltmeisterschaften auf der 50-Meter-Bahn eine Silber- und eine Bronzemedaille.

## Sportliche Karriere
Angela Kennedy nahm 1995 an den Pan Pacific Swimming Championships in Atlanta an vier Wettbewerben teil. Über 100 Meter Schmetterling erreichte sie das Finale und belegte den fünften Platz. Ende des Jahres bei den  Kurzbahnweltmeisterschaften in Rio de Janeiro erreichte Kennedy den vierten Platz über 200 Meter Schmetterling. Über 100 Meter Schmetterling erkämpfte sie die Bronzemedaille. Die australische 4-mal-100-Meter-Freistilstaffel erschwamm die Silbermedaille, Kennedy erhielt ebenfalls eine Medaille für ihren Einsatz im Vorlauf. Zum Abschluss der Wettkämpfe gewann die australische 4-mal-100-Meter-Lagenstaffel mit Elli Overton, Samantha Riley, Angela Kennedy und Susie O’Neill die Goldmedaille mit fast dreieinhalb Sekunden Vorsprung auf die zweitplatzierten Kanadierinnen. 1996 bei den olympischen Schwimmwettbewerben in Atlanta belegte Kennedy in den Vorläufen über 100 Meter Schmetterling den 18. Platz und schied damit aus. Die Lagenstaffel erreichte in der Besetzung Nicole Stevenson, Helen Denman, Angela Kennedy und Sarah Ryan das Finale mit der zweitbesten Zeit. Im Endlauf schwammen Nicole Stevenson, Samantha Riley, Susie O’Neill und Sarah Ryan fast vier Sekunden schneller als die Vorlaufstaffel und wurden Zweite hinter der Staffel aus den Vereinigten Staaten. Alle sechs eingesetzten Schwimmerinnen erhielten eine Silbermedaille.
Im April 1997 bei den Kurzbahnweltmeisterschaften in Göteborg wurde Kennedy Achte über 200 Meter und Siebte über 100 Meter Schmetterling. Nach dem fünften Platz mit der 4-mal-100-Meter-Freistilstaffel gewann die australische Lagenstaffel mit Meredith Smith, Kristy Ellem, Angela Kennedy und Sarah Ryan die Bronzemedaille hinter den Staffeln aus China und aus den Vereinigten Staaten. Anfang 1998 fanden die Weltmeisterschaften in Perth statt. In der 4-mal-100-Meter-Freistilstaffel siegte das Quartett aus den Vereinigten Staaten vor den Deutschen, dahinter erschwammen Angela Kennedy, Susie O’Neill, Rebecca Creedy und Sarah Ryan die Bronzemedaille. In der Lagenstaffel qualifizierten sich Meredith Smith, Samantha Riley, Angela Kennedy und Sarah Ryan mit der zweitschnellsten Zeit für den Endlauf. Dort waren Meredith Smith, Helen Denman, Petria Thomas und Susie O’Neill dreieinhalb Sekunden schneller als die Vorlaufstaffel. Mit drei Sekunden Rückstand auf das Quartett aus den Vereinigten Staaten erhielten die Australierinnen die Silbermedaille vor den Japanerinnen. Im April 1999 belegte Kennedy in Hongkong den achten Platz über 50 Meter Schmetterling bei den Kurzbahnweltmeisterschaften 1999. Für ihre Vorlaufeinsätze erhielt Kennedy die Silbermedaille mit der Lagenstaffel und die Bronzemedaille mit der 4-mal-100-Meter-Freistilstaffel. Im August 1999 nahm Kennedy an den Pan Pacific Swimming Championships in Sydney teil, erreichte aber kein Finale mehr.